# Demirşeyh, Sungurlu
Demirşeyh là một thị trấn thuộc huyện Sungurlu, tỉnh Çorum, Thổ Nhĩ Kỳ. Dân số thời điểm năm 2010 là 1.328 người.